# Fabiana Dorigo
Fabiana Dorigo (* 12. Mai 1998) ist eine deutsche Skirennläuferin. Sie startet als Allrounderin in allen Disziplinen.

## Karriere
Dorigo gab ihr internationales Renndebüt am 19. November 2014 bei einem FIS-Super-G in Copper Mountain. Am 29. Februar 2020 feierte sie ihr Weltcupdebüt beim Super-G von La Thuile. Bis zu diesem Zeitpunkt war sie hauptsächlich bei FIS-Rennen und Nationalen Meisterschaften, sowie vereinzelt im Europacup an den Start gegangen.
Einen ersten internationalen Erfolg konnte Dorigo bei den Winter World University Games in Lake Placid feiern. Dort gewann sie drei Medaillen. Gold im Super-G, sowie Silber im Slalom und Bronze mit der Mannschaft.
Zu Ende der Saison 2022/23 wurde sie erstmals Deutsche Meisterin im Super-G. Diesen Erfolg konnte sie 2024 wiederholen.
Am 26. Oktober 2024 gewann Dorigo mit Rang 24 beim Riesenslalom von Sölden ihre ersten Weltcuppunkte.

## Privates
Dorigo ist mit dem österreichischen Skirennläufer Raphael Haaser liiert.

## Erfolge

### Weltmeisterschaften
- Saalbach-Hinterglemm 2025: 5. Mannschaftswettbewerb, 31. Riesenslalom

### Weltcup
- Eine Platzierung unter den besten 30

### Europacup
- 2 Platzierungen unter den besten 5, davon ein Podestplatz

### Winter World University Games
- Lake Placid 2023: 1. Super-G, 2. Slalom, 3. Mannschaft, DNF Alpine Kombination

### Weitere Erfolge
- Deutsche Meisterin im Super-G (2023 & 2024)
- 8 Siege bei FIS-Rennen